# Stare Karpno
Stare Karpno (dodatkowa nazwa w j. kaszub. Stôré Karpno) – osada kaszubska, w Polsce w województwie pomorskim, w powiecie kościerskim, w gminie Lipusz.
Osada nad jeziorem Karpno, wchodzi w skład sołectwa Lipusz. Jest siedzibą leśnictwa Karpno. Osada usytuowana przy  prowadzącej do Lipusza, podłużnej ulicy "Nowe Karpno" i Starego Karpna, które styka z drogą wojewódzką nr 235.
W latach 1975–1998 należała do województwa gdańskiego.
W Starym Karpnie znajduje się sezonowa Harcerska Baza Obozowa Hufca ZHP Gdańsk-Portowa, wymieniona w XIX  w Słowniku Geograficznym Królestwa Polskiego jako osada wsi Lipusz.  